# Baumwipfelpfad Neckertal

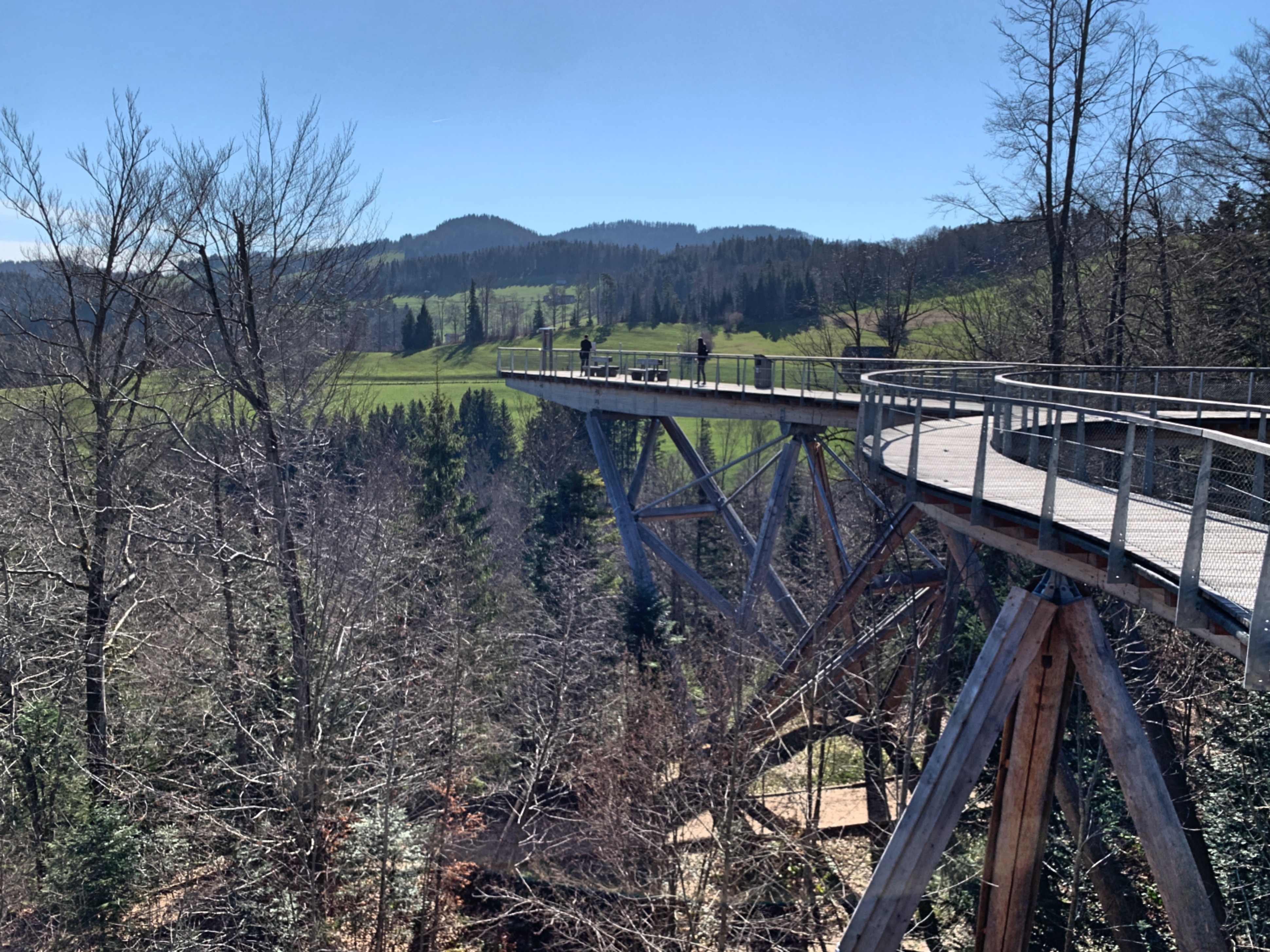
Baumwipfelpfad Neckertal mit Aussichtsplattform

Der Baumwipfelpfad Neckertal ist eine touristische Anlage in Mogelsberg in der Gemeinde Neckertal im Schweizer Kanton St. Gallen. Auf der Webseite des Pfades findet sich auch die Bezeichnung «Walderlebnisweg».

## Bau

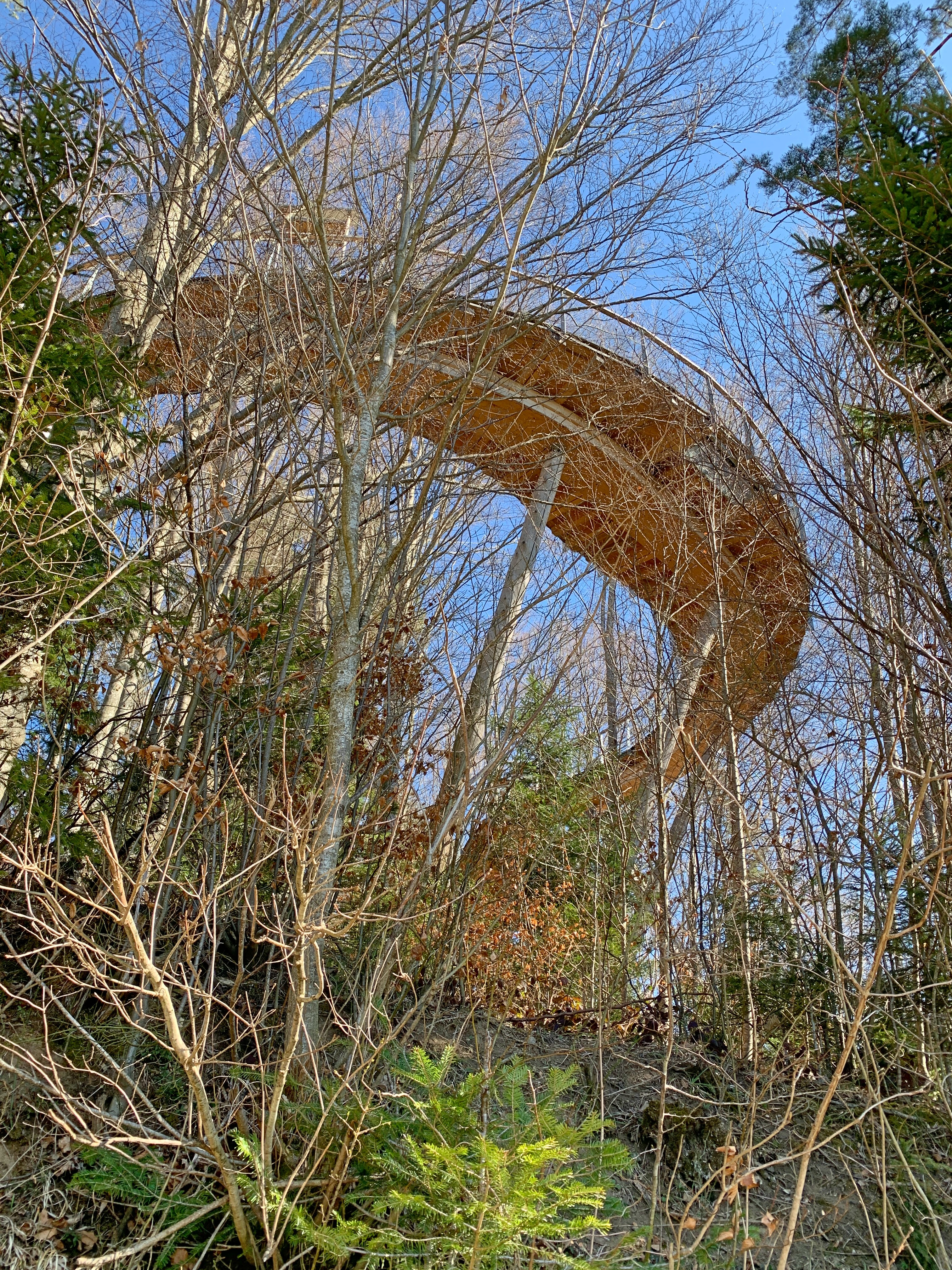
Baumwipfelpfad von unten

Der durch einheimische Zimmerleute und Soldaten erbaute Baumkronenpfad im Steinwäldli etwas oberhalb des Dorfes Mogelsberg wurde 2018 eröffnet. Der 500 Meter lange Rundweg mit einer Breite von zwei bis vier Metern wird von 124 Stützen aus Weisstannenholz getragen und besteht grossteils aus zusammengefügten Holzelementen. Er verläuft zwischen Bäumen 4 bis 15 Meter über Grund, die abzweigende Aussichtsplattform erreicht über dem abfallenden Hang oberhalb der Baumkronen eine Höhe von 55 Metern. Der Baumwipfelpfad ist mit Geländern gesichert, barrierefrei und ganzjährig begehbar.

## Anlage
Lern- und Erlebnisstationen auf dem Steg widmen sich der einheimischen Fauna (Specht, Eichhörnchen, Steinadler, Reh, Luchs, Insekten) und Flora (Weisstanne, Esche, Bergahorn, Waldföhre, Fichte, Douglasie). Daneben erklären sie die Aussicht auf den Schwarzwald, das Neutoggenburg und die örtlichen Streusiedlungen. Die Stationen richten sich in erster Linie an Kinder.
Ergänzt wird der Baumwipfelpfad durch einen 650 Meter langen zweiten Lehrpfad am Boden als Rundweg durch das Steinwäldli. Auch er ist mit Lern- und Erlebnisstationen ausgestattet. Daneben gibt es einen Laden, ein Bistro, eine Picknickfläche sowie einen Grill- und Spielplatz.
In den ersten acht Betriebsmonaten wurden 100 000 Besucher gezählt. 2021 erhielt der Baumwipfelpfad, der von einer Genossenschaft betrieben wird, den «Prix Montagne Publikumspreis» der Schweizer Berghilfe.